# Psychrophrynella kempffi
Espèce
Synonymes
- Phrynopus kempffi De la Riva, 1992

Statut de conservation UICN

 VU B1ab(iii) : Vulnérable
Psychrophrynella kempffi est une espèce d'amphibiens de la famille des Craugastoridae.

## Répartition
Cette espèce est endémique de Bolivie. Elle se rencontre entre 2 500 et 3 160 m d'altitude dans la Serranía de Siberia :
- dans la province de Carrasco dans le département de Cochabamba ;
- dans la province de Manuel María Caballero dans le département de Santa Cruz.

## Étymologie
Cette espèce est nommée en l'honneur de Noel Kempff Mercado.

## Publication originale
- De la Riva, 1992 : A new species of Phrynopus from Bolivia (Anura: Leptodactylidae). Herpetologica, vol. 48, no 1, p. 111-114.